# Liste der Naturdenkmale in Tuttlingen
| Naturdenkmale | Anzahl |
| ------------- | ------ |
| FND           | 19     |
| END           | 29     |
| Gesamt        | 48     |

Die Liste der Naturdenkmale in Tuttlingen nennt die verordneten Naturdenkmale (ND) der im baden-württembergischen Landkreis Tuttlingen liegenden Stadt Tuttlingen. In Tuttlingen gibt es insgesamt 48 als Naturdenkmal geschützte Objekte, davon neunzehn flächenhafte Naturdenkmale (FND) und 29 Einzelgebilde-Naturdenkmale (END).
Stand: 23. Juli 2024.

## Flächenhafte Naturdenkmale (FND)
| Name                                               | Bild | Kennung     | Einzelheiten | Position | Fläche Hektar | Datum         |
| -------------------------------------------------- | ---- | ----------- | ------------ | -------- | ------------- | ------------- |
| Donaualtwasser                                     | BW   | 83270500001 | Tuttlingen   | ⊙        | 0,8           | 1. Apr. 1987  |
| Kesselgrube                                        | BW   | 83270500002 | Tuttlingen   | ⊙        | 0,0008        | 25. Aug. 1987 |
| Lindengruppe beim Aichhalderhof (5 Linden)         | BW   | 83270500005 | Tuttlingen   | ⊙        | 0,04          | 3. März 1993  |
| Geologisch interessanter Steinbruch                | BW   | 83270500007 | Tuttlingen   | ⊙        | 0,001         | 3. März 1993  |
| Laidersbrünnele                                    | BW   | 83270500009 | Tuttlingen   | ⊙        | 0,001         | 3. März 1993  |
| Hirschbrünnele                                     |      | 83270500010 | Tuttlingen   | ⊙        | 0,0004        | 3. März 1993  |
| Orchideenstandort "Rennbühl"                       | BW   | 83270500011 | Tuttlingen   | ⊙        | 0,29          | 3. März 1993  |
| Quelltopf bei der Papiermühle                      | BW   | 83270500012 | Tuttlingen   | ⊙        | 0,001         | 3. März 1993  |
| Duttentalbrünnele                                  | BW   | 83270500018 | Tuttlingen   | ⊙        | 0,0001        | 3. März 1993  |
| Pimpernußsträucher am Halldorfer Kapf              | BW   | 83270500024 | Tuttlingen   | ⊙        | 0,4           | 3. März 1993  |
| Saubeerbäume am Halldorfer Kapf                    | BW   | 83270500029 | Tuttlingen   | ⊙        | 0,2           | 3. März 1993  |
| Quelle u. Bäume bei der Ziegelhütte                | BW   | 83270500031 | Tuttlingen   | ⊙        | 0,002         | 3. März 1993  |
| Drei kleine Felslein, Seitental vom Rottweiler Tal | BW   | 83270500032 | Tuttlingen   | ⊙        | 0,0001        | 3. März 1993  |
| 5 Traufbuchen Koppenland                           | BW   | 83270500034 | Tuttlingen   | ⊙        | 0,009         | 14. Nov. 2016 |
| Baumbestand Stadtgarten                            |      | 83270500038 | Tuttlingen   | ⊙        | 1,8           | 14. Nov. 2016 |
| Alter Baumbestand Uhlandpark                       | BW   | 83270500039 | Tuttlingen   | ⊙        | 0,6           | 14. Nov. 2016 |
| Baumbestand Alter Friedhof                         | BW   | 83270500040 | Tuttlingen   | ⊙        | 3,1           | 14. Nov. 2016 |
| Kastanienbaumreihe Stockacher Straße               | BW   | 83270500044 | Tuttlingen   | ⊙        | 0,06          | 14. Nov. 2016 |
| Wildkirschen-Gruppe am Eichbühl                    | BW   | 83270500047 | Tuttlingen   | ⊙        | 0,02          | 14. Nov. 2016 |
| Legende für Naturdenkmal                           |      |             |              |          |               |               |

## Einzelgebilde (END)
| Name                                                        | Bild | Kennung     | Einzelheiten | Position | Fläche Hektar | Datum         |
| ----------------------------------------------------------- | ---- | ----------- | ------------ | -------- | ------------- | ------------- |
| 2 Eiben im Koppenland                                       | BW   | 83270500008 | Tuttlingen   | ⊙        | 0             | 3. März 1993  |
| Baumgruppe bei der Papiermühle (4 Linden)                   | BW   | 83270500013 | Tuttlingen   | ⊙        | 0             | 3. März 1993  |
| 1 Wellingtonie im Gewann Hart                               | BW   | 83270500016 | Tuttlingen   | ⊙        | 0             | 3. März 1993  |
| 1 Linde östl. des Maientaler Hofes                          | BW   | 83270500017 | Tuttlingen   | ⊙        | 0             | 3. März 1993  |
| 1 Eibe am Sommerberg                                        | BW   | 83270500020 | Tuttlingen   | ⊙        | 0             | 3. März 1993  |
| 3 Eiben im Wasserschutzgebiet                               | BW   | 83270500021 | Tuttlingen   | ⊙        | 0             | 3. März 1993  |
| Baumgruppe im Mollentäle (2 Ahorn, 1 Buche)                 | BW   | 83270500022 | Tuttlingen   | ⊙        | 0             | 3. März 1993  |
| Friedenslinde bei der St. Annakapelle                       | BW   | 83270500023 | Tuttlingen   | ⊙        | 0             | 3. März 1993  |
| 1 Kiefer u. 1 Buche in der Bräunisberghalde                 | BW   | 83270500025 | Tuttlingen   | ⊙        | 0             | 3. März 1993  |
| 1 Linde im Ursental                                         | BW   | 83270500027 | Tuttlingen   | ⊙        | 0             | 3. März 1993  |
| Friedhofslinde am Donaugäßle                                | BW   | 83270500028 | Tuttlingen   | ⊙        | 0             | 3. März 1993  |
| 1 Buche, 1 Eiche am Weg zwischen Obere Berchen und Reute    | BW   | 83270500030 | Tuttlingen   | ⊙        | 0             | 3. März 1993  |
| 1 Lärche im Gewann Rück                                     | BW   | 83270500033 | Tuttlingen   | ⊙        | 0             | 3. März 1993  |
| Hirschbrünnele Umgebung                                     |      | 83270500035 | Tuttlingen   | ⊙        | 0             | 14. Nov. 2016 |
| Linde Rabenbühlstraße                                       | BW   | 83270500036 | Tuttlingen   | ⊙        | 0             | 14. Nov. 2016 |
| Eiche am Lohhof                                             | BW   | 83270500037 | Tuttlingen   | ⊙        | 0             | 14. Nov. 2016 |
| Esche in der Gartenstraße neben dem Turm                    | BW   | 83270500041 | Tuttlingen   | ⊙        | 0             | 14. Nov. 2016 |
| 3 Linden in der Friedrichstraße an der Wilhelmschule        | BW   | 83270500042 | Tuttlingen   | ⊙        | 0             | 14. Nov. 2016 |
| Walnuss Maientaler Hofstelle                                | BW   | 83270500043 | Tuttlingen   | ⊙        | 0             | 14. Nov. 2016 |
| Linde Westseite Stadthalle                                  | BW   | 83270500045 | Tuttlingen   | ⊙        | 0             | 14. Nov. 2016 |
| Walnussbaum Nendinger Allee                                 | BW   | 83270500046 | Tuttlingen   | ⊙        | 0             | 14. Nov. 2016 |
| Lindengruppe an der Albert-Schweitzer-Schule                | BW   | 83270500048 | Tuttlingen   | ⊙        | 0             | 14. Nov. 2016 |
| Berg-Ahorn am Traufweg Tiergarten                           | BW   | 83270500049 | Tuttlingen   | ⊙        | 0             | 14. Nov. 2016 |
| Baumbestand (2 Linden und 2 Kastanien) am Bahnhof Möhringen | BW   | 83270500050 | Tuttlingen   | ⊙        | 0             | 14. Nov. 2016 |
| Martinslinde                                                | BW   | 83270500051 | Tuttlingen   | ⊙        | 0             | 14. Nov. 2016 |
| Sengenbühlbuche                                             | BW   | 83270500052 | Tuttlingen   | ⊙        | 0             | 14. Nov. 2016 |
| Kastanie Brückenstraße                                      | BW   | 83270500053 | Tuttlingen   | ⊙        | 0             | 14. Nov. 2016 |
| Berg-Ahorn Gartenstraße                                     | BW   | 83270500054 | Tuttlingen   | ⊙        | 0             | 14. Nov. 2016 |
| Berg-Ahorn Rottweiler Tal                                   | BW   | 83270500055 | Tuttlingen   | ⊙        | 0             | 14. Nov. 2016 |
| Legende für Naturdenkmal                                    |      |             |              |          |               |               |